# Euzophera afflictella
Euzophera afflictella är en fjärilsart som beskrevs av Émile Louis Ragonot 1887. Euzophera afflictella ingår i släktet Euzophera och familjen mott. Inga underarter finns listade i Catalogue of Life.